# Olchowiec (gromada w powiecie chełmskim)
Olchowiec – dawna gromada, czyli najmniejsza jednostka podziału terytorialnego Polskiej Rzeczypospolitej Ludowej w latach 1954–1972.
Gromady, z gromadzkimi radami narodowymi (GRN) jako organami władzy najniższego stopnia na wsi, funkcjonowały od reformy reorganizującej administrację wiejską przeprowadzonej jesienią 1954 do momentu ich zniesienia z dniem 1 stycznia 1973, tym samym wypierając organizację gminną w latach 1954–1972.
Gromadę Olchowiec z siedzibą GRN w Olchowcu utworzono – jako jedną z 8759 gromad na obszarze Polski – w powiecie chełmskim w woj. lubelskim na mocy uchwały nr 7 WRN w Lublinie z dnia 5 października 1954. W skład jednostki weszły obszary dotychczasowych gromad Olchowiec wieś, Olchowiec kol., Buza kol., Helenów i Terenin ze zniesionej gminy Olchowiec w tymże powiecie. Dla gromady ustalono 11 członków gromadzkiej rady narodowej.
1 stycznia 1958 do gromady Olchowiec włączono wieś Święcica ze zniesionej gromady Kamienna Góra w tymże powiecie.
1 stycznia 1962 gromadę zniesiono, włączając jej obszar do gromady Wierzbica w tymże powiecie.